# Tupolev TB-3
Tupolev TB-3 (Tiếng Nga: Тяжелый Бомбардировщик, Tyazholy Bombardirovschik, Máy bay ném bom hạng nặng, tên định danh dân sự ANT-6) là một máy bay ném bom hạng nặng đã được Không quân Xô viết triển khai trong thập niên 1930 và trong Chiến tranh thế giới thứ hai. Đây là loại máy bay ném bom cánh đơn bốn động cơ đầu tiên trên thế giới. Dù đã lỗi thời và bị chính thức ngừng hoạt động năm 1939, TB-3 vẫn thực hiện các nhiệm vụ ném bom và vận tải trong hầu hết Thế chiến hai. TB-3 cũng tham chiến với tư cách chiếc máy bay mẹ cho Dự án Zveno và như một máy bay chở xe tăng hạng nhẹ.

## Thiết kế và phát triển
Năm 1925, Không quân Xô viết đặt vấn đề TsAGI với yêu cầu một loại máy bay ném bom hạng nặng có công suất máy lên tới 2.000 PS (1.970 hp) và có dùng được cả càng và bánh đáp. Phòng thiết kế Tupolev đã bắt đầu công việc thiết kế vào năm 1926 với yêu cầu của chính phủ đạt tới giai đoạn hoạt động năm 1929. Tupolev TB-1 đã được lấy làm mẫu thiết kế căn bản và chiếc máy bay ban đầu sử dụng các động cơ Curtiss V-1570"Conqueror"với sức mạnh 600 PS (590 hp) mỗi chiếc, và dự định chuyển sang dùng loại động cơ Mikulin M-17 (phiên bản BMW VI sửa đổi) khi sản xuất hàng loạt. Mô hình được phê chuẩn ngày 21 tháng 3 năm 1930 và nguyên mẫu đầu tiên được hoàn thành ngày 31 tháng 10 năm 1930. Chiếc máy bay cất cánh ngày 22 tháng 12 năm 1930, phi công điều khiển là Mikhail Gromov với bánh đáp kiểu ván trượt. Ngày 20 tháng 2 năm 1931, Không quân Xô viết phê chuẩn việc sản xuất hàng loạt ANT-6 với các động cơ M-17.
Nguyên mẫu được trang bị các động cơ BMW VIz 500, công suất 730 PS (720 hp) mỗi chiếc, bộ tản nhiệt lớn hơn và các cánh quạt gỗ theo thiết kế của TsAGI. Bộ bánh đáp đơn dường như quá yếu và đã được thay thế bằng bộ bánh đúp thẳng hàng cỡ lốp 1350×300 mm (53×12 in). Nguyên mẫu tiền sản xuất đầu tiên TB-3-4M-17 cất cánh ngày 4 tháng 1 năm 1932 với phi công điều khiển là A. B. Yumashev và I. F. Petrov. Không may thay, những chiếc máy bay chế tạo hàng loạt sau đó lại nặng hơn từ 10 tới 12% so với nguyên mẫu, gây ảnh hưởng lớn tới tính năng thao diễn. Sự sai lệch này có nguyên nhân từ dung sai quá lớn của vật liệu khiến các tấm thép, ống thép và các hệ thống dây dẫn đều dày hơn nhiều so với vật liệu trên chiếc nguyên mẫu được chế tạo cẩn thận hơn. Chiếc máy bay này cũng được sơn rất sơ sài với một lớp sơn nguỵ trang dày. Các nhà máy đã yêu cầu công nhân đưa ra sáng kiến giúp giảm bớt trọng lượng, treo phần thưởng 100 rouble cho mỗi kilôgam (2.2 pound) giảm được khỏi máy bay. Cùng với những nỗ lực từ phòng thiết kế, trọng lượng giảm được lên tới 800 kg (1.765 lb). Dù vậy, mỗi chiếc máy bay được chế tạo ra vẫn có thể có trọng lượng khác biệt so với những chiếc khác tới vài trăm cân.
Năm 1933, một chiếc TB-3-4M-17F đã được sắp xếp hợp lý hoá, bỏ các tháp pháo và mấu giữ bom, tấm phủ tất cả các khe hở, và lắp tấm che bánh. Nỗ lực này chỉ giúp máy bay tăng được 4.5% tốc độ tối đa và tầm hoạt động. Tupolev kết luận rằng việc sắp xếp hợp lý hoá chỉ mang lại lợi ích tối thiểu trên những chiếc máy bay lớn và bay chậm. Để nghiên cứu hiệu ứng của kiểu vỏ nhăn, vào tháng 1-2 năm 1935 một chiếc TB-3-4AM-34R đã được lắp thêm lớp vỏ nhăn bằng vải. Cách này giúp tăng 5.5% tốc độ tối đa và 27.5% trần bay. Chiếc máy bay này cũng đã cho thấy sự gia tăng đáng kể trong tốc độ lên khi được trang bị bốn cánh quạt dẹt thực nghiệm.
Các kỷ lục bay
- TB-3-4M-34R đã lập kỷ lục bay lâu 18 giờ 30 phút.
- TB-3-4AM-34FRN với phi công A. B. Yumashev đã lập một số kỷ lục chất tải/độ cao:
  - 11 tháng 9 năm 1936 - 5000 kg (11.023 lb) tới độ cao 8116 m (26.627 ft), lên tới 8980 m (29.462 ft) ngày 28 tháng 10.
  - 16 tháng 9 1936 - 10000 kg (22.046 lb) tới độ cao 6605 m (21.670 ft)
  - 20 tháng 9 1936 - 12000 kg (26.455 lb) tới độ cao 2700 m (8.858 ft)

## Miêu tả
TB-3 là chiếc máy bay được chế tạo hoàn toàn bằng thép. Khung gồm các xà hình chữ V với lớp vỏ không ứng suất (non-stressed) dày từ 0.3 tới 0.8mm (1/64 to 1/32 in). Lớp vỏ nhăn có rãnh sâu 13 mm (0.5 in) và 50 mm (2 in) mỗi bên. Cantilever wing được đỡ bởi bốn xà dọc hình ống. Năm 1934, nhờ sự phát triển các hợp kim thép khoẻ hơn, sải cánh được tăng từ 39.5 lên 41.85 mét (127 ft 7 in lên 137 ft 4 in) khiến diện tích cánh tăng từ 230 lên 234.5 m² (2.475 lên 2.524 ft²). Có thể dùng giày đế mềm đi trên bất kỳ phần nào của chiếc máy bay này mà không sợ gây hư hại, và các rìa ngoài cánh có thể được kéo ra tạo thành thang lên bảo dưỡng động cơ. Các hệ thống điều khiển bằng dây dẫn với cánh đuôi dọc có thể biến đổi và một hệ thống bù nhỏ trong trường hợp hỏng hóc động cơ ở một bên. Càng đáp cứng không được trang bị phanh. Bình nhiên liệu không có hệ thống bảo vệ chống hoả hoạn hay chống rò rỉ. Các động cơ M-17 được sửa đổi để có thể, trên lý thuyết, giúp máy bay đạt tầm hoạt động 3250 km (1.760 nm, 2.020 mi) mà không cần bugi đánh lửa hay tắc chế hoà khí. Vũ khí phòng ngự gồm súng máy hạng nhẹ ở năm tháp pháo - một ở mũi, hai ở trên đỉnh giữa thân, một ở dưới mỗi cánh. Các biến thể sau này bỏ bớt một tháp pháo giữa thân.

## Lịch sử hoạt động

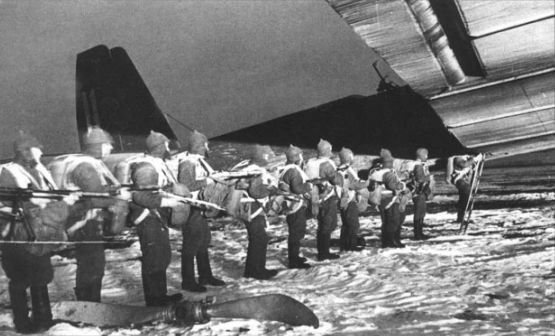
Lính dù lên máy bay vận tải TB-3.

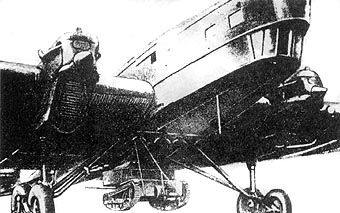
TB-3 mang một xe tăng hạng nhẹ T-27

TB-3 đã được sử dụng trong Trận Khalkhin Gol và trong cuộc Chiến tranh mùa Đông với Phần Lan. Mặc dù đã được chính thức nghỉ hưu năm 1939, buổi đầu cuộc Chiến tranh giữ nước Vĩ đại ngày 22 tháng 6 năm 1941, Không quân Xô viết vẫn có 51 chiếc hoạt động được, với 25 chiếc nữa thuộc Hải quân Xô viết. Chiếc máy bay này đã tránh được không bị phá huỷ trên mặt đất trong giai đoạn đầu cuộc chiến và những chiếc TB-3 thuộc 3 TBAP (Trung đoàn Ném bom Hạng nặng) đã bắt đầu thực hiện các phi vụ ban đêm ngày 23 tháng 6. Vì sự thiếu hụt các máy bay sẵn sàng chiến đấu nên những chiếc TB-3 cũng phải hoạt động ban ngày mà không có sự hỗ trợ của các máy bay chiến đấu, thực hiện các phi vụ ném bom tầm thấp và tầm trung, chịu rất nhiều tổn thất trước các máy bay chiến đấu cũng như hoả lực mặt đất quân địch. Tới tháng 8 năm 1941, những chiếc TB-3 chiếm 25% lực lượng máy ném bom Xô viết và, được điều khiển bởi những phi công giỏi nhất, thường tiến hành tới ba phi vụ ném bom mỗi đêm. Chiếc máy bay này đã tham gia vào mọi trận đánh lớn cho tới tận năm 1943, gồm cả Trận Smolensk lần thứ nhất, Trận Moscow, Trận Stalingrad, cuộc Phong toả Leningrad, và Trận Kursk. Ngày 1 tháng 7 năm 1945, Quân đoàn không quân số 18 vẫn có 10 chiếc TB-3 hoạt động tích cực.
TB-3 hoạt động liên tục với nhiệm vụ chở hàng và chở lính dù, có khả năng mang tới 35 binh sĩ. Trong năm tháng đầu tiên của cuộc chiến, chiếc máy bay này đã chuyên chở 2.797 tấn hàng hoá và 2.300 người.
TB-3 cũng đã được sử dụng vào nhiều dự án đặc biệt với tư cách máy bay mẹ trong Dự án Zveno, chở các xe tăng hạng nhẹ T-27, T-37 và T-38. Ngày 1 tháng 8 năm 1941, hai chiếc TB-3 theo cấu hình Zveno-SPB, mỗi chiếc mang hai máy bay chiến đấu Polikarpov I-16 với hai quả bom 250 kg (550 lb), đã phá huỷ một nhà máy lọc dầu mà không bị bất kỳ một thiệt hại nào. Ngày 11 tháng 8 và 13 tháng 8 năm 1941, Zveno-SPB đã phá huỷ thành công cây Cầu Vua Carol I trên sông Danube ở Rumani. Các chiến dịch Zveno chấm dứt vào mùa thu năm 1942 vì các máy bay mẹ dễ bị tấn công.
Để ghi nhận vai trò của TB-3 trong cuộc chiến tranh, ba chiếc máy bay đã tham gia vào cuộc diễu hành trên không đầu tiên sau chiến tranh ngày 18 tháng 6 năm 1945.

## Biến thể

Tupolev TB-3

Nguồn: Shavrov
TB-3-4M-17F
Phiên bản sản xuất đầu tiên, chiếm khoảng một nửa những chiếc TB-3 được chế tạo.
TB-3-4M-34
Dùng động cơ Mikulin AM-34 với bộ tản nhiệt sửa đổi, thêm dầu làm mát, vài chục chiếc đã được chế tạo.
TB-3-4M-34R
Dùng động cơ Mikulin AM-34R bỏ hộp số giúp cải thiện đáng kể tính năng thao diễn, thêm tháp pháo đuôi, bánh đáp đuôi với phanh thủy lực, sửa đổi hình dáng khí động học cánh và bộ tản nhiệt, máy phát điện gió có thể thu vào được.
TB-3-4AM-34RD
Một loạt các máy bay trình diễn tầm xa với thân được sửa đổi hợp lý hoá, phanh bánh đáp. Một số chiếc có một bộ bánh đáp chính đường kính 2 mét (6 ft 7 in) và ba cánh quạt kim loại. Được dùng bay tới Warsaw, Paris, và Roma năm 1933-1934.
TB-3-4AM-34RN
Phiên bản độ cao lớn với các động cơ AM-34RN, động cơ phía trong bốn cánh, phía ngoài hai cánh, bánh đáp đơn 2 mét, các tháp pháo cải tiến sử dụng súng máy ShKAS, tốc độ tối đa 288 km/h (155 knots, 180 mph) ở độ cao 4200 m (13.780 ft), trần bay 7740 m (25.400 ft). Được thử nghiệm từ tháng 8 đến tháng 10 năm 1935 nhưng không tới giai đoạn sản xuất bởi kiểu thiết kế TB-3 cơ bản đã lỗi thời.
TB-3-4AM-34FRN/FRNV
Dùng động cơ AM-34FRN/FRNV với công suất lớn hơn, cánh quạt bốn cánh, hình dáng phù hợp khí động học, bánh đáp 2 mét với phanh, tốc độ tối đa hơn 300 km/h (160 knots, 185 mph).
TB-3D
Biến thể đề xuất với động cơ diesel Charomsky AN-1 750 PS (740 hp) tầm hoạt động dự kiến 4280 km (2.310 nm, 2.660 mi), không tới giai đoạn sản xuất hàng loạt vì các đặc điểm thao diễn kém chiếc TB-3-4AM-34RN.
G-2
Những chiếc TB-3 nghỉ hưu với động cơ M-17 và M-34 được chuyển đổi thành máy bay chở hàng cho Aeroflot
ANT-6-4M-34R"Aviaarktika"
TB-3 chuyển đổi cho chuyến khảo sát Bắc Cực năm 1937 với buồng lái kín, báp đáp đơn 2 mét, cánh quạt kim loại ba cánh.

## Bên sử dụng
Trung Hoa Dân Quốc
- Không quân Trung Quốc Quốc gia

 Liên Xô
- Không quân Xô viết

## Đặc điểm kỹ thuật (TB-3-4M-17F, phiên bản 1934)

### Đặc điểm chung
- Phi đội: 8 người
- Chiều dài: 24.4 m (80 ft 1 in)
- Sải cánh: 41.80 m (137 ft 2 in)
- Chiều cao: 8.50 m (27 ft 11 in)
- Diện tích cánh: 234.5 m² (2.524 ft²)
- Trọng lượng rỗng: 11200 kg (24.690 lb)
- Trọng lượng chất tải: 17200 kg (37.920 lb)
- Trọng lượng cất cánh tối đa: 19300 kg (42.550 lb)
- Động cơ: 4 động cơ V12 Mikulin M-17F, 525 kW (705 hp) mỗi chiếc

### Đặc điểm bay
- Tốc độ tối đa: 196 km/h (106 knots, 122 mph) ở độ cao 3000 m (9.840 ft)
- Tầm hoạt động: 2.000 km (1.080 nm, 1.240 mi)
- Trần bay: 4800 m (15.750 ft)
- Tốc độ lên: 1.25 m/s (246 ft/min)
- Chất tải cánh: 73 kg/m² (15 lb/ft²)
- Lực đẩy/Trọng lượng: 0.15 kW/kg (0.09 hp/lb)
- Tính năng khác
  - Thời gian lên độ cao: 5 phút lên 1000 m (3.280 ft), 29 phút lên 3000 m (9.840 ft)
- Quay vòng nhanh nhất: 40 giây
- Lăn bánh cất cánh: 300 m (985 ft)
- Lăn bánh hạ cánh: 330 m (1.085 ft)

### Trang bị vũ khí
- 5-8 Súng máy DA 7.62 mm, 100 hộp đạn 63 viên.
- Lên tới 2000 kg (4.410 lb) bom.